# ميل واينبرغ
ميل واينبرغ (بالإنجليزية: Mel Weinberg)‏ هو عسكري أمريكي، ولد في 4 ديسمبر 1924 في ذا برونكس في الولايات المتحدة، وتوفي في 30 مايو 2018.

## وصلات خارجية
- ميل واينبرغ على موقع الموسوعة البريطانية (الإنجليزية)